# Redeem
『redeem』（リディーム）は、平松愛理の4枚目のアルバム。1991年11月27日にポニーキャニオンからリリースされた。

## 概要
前作『MY DEAR』以来11か月ぶりとなるアルバム。タイトルの『redeem』は英語で ″償還″ を意味する。シングル「虹がきらい」、「思い出の坂道」とそのカップリングである「母と子のChristmas Eve」を含む全10曲が収録されている。
1曲目「あなたに出逢えてよかった」は翌年、1992年リリースのOVA「三毛猫ホームズの幽霊城主」（原作：赤川次郎）の主題歌に採用された。
8曲目「恋は偉なもの」はシンガーソングライター、松尾清憲とのデュエット楽曲になっている。歌詞の中に漫画「ピーナッツ」に登場する ″ライナスの毛布″ が登場する。なお、アルバム上のこの曲のタイトルの「偉」の上には「・」が付加されている。

## 収録曲
| 全作詞・作曲: 平松愛理。 |                                      |           |            |          |      |
| #                        | タイトル                             | 作詞      | 作曲・編曲 | 編曲     | 時間 |
| 1.                       | 「あなたに出逢えてよかった」         | 平松愛理  | 平松愛理   | 清水信之 | 6:23 |
| 2.                       | 「一緒に遊ぼう」                     | 平松愛理  | 平松愛理   | 松本晃彦 | 4:53 |
| 3.                       | 「思い出の坂道」                     | 平松愛理  | 平松愛理   | 清水信之 | 5:00 |
| 4.                       | 「最後のフラッシュ」                 | 平松愛理  | 平松愛理   | 清水信之 | 4:29 |
| 5.                       | 「今日の恋人」                       | 平松愛理  | 平松愛理   | 松本晃彦 | 5:37 |
| 6.                       | 「虹がきらい」                       | 平松愛理  | 平松愛理   | 清水信之 | 4:03 |
| 7.                       | 「母と子の Christmas Eve」           | 平松愛理  | 平松愛理   | 清水信之 | 5:08 |
| 8.                       | 「恋は偉なもの」(duet with 松尾清憲) | 平松愛理  | 平松愛理   | 松本晃彦 | 3:32 |
| 9.                       | 「雨ニモ負ケズ」                     | 平松愛理  | 平松愛理   | 清水信之 | 3:42 |
| 10.                      | 「おやすみなさい」                   | 平松愛理  | 平松愛理   | 松本晃彦 | 4:24 |
| 合計時間:                | 合計時間:                            | 合計時間: | 47:11      |          |      |